# Lauri Ylönen
Pour les articles homonymes, voir Lauri.
Lauri Ylönen (né le 23 avril 1979 à Helsinki) est un chanteur, leader du groupe The Rasmus.

## Vie privée
Lauri a été en couple avec la chanteuse du groupe finlandais PMMP, Paula Vesala et en avril 2008, leur fils, Julius naît.
Lauri est en couple avec Katriina-Mikkola ils ont eu deux enfants ensemble, un garçon Oliver et une fille, Ever Marlene née en octobre 2021.

## Les débuts
Lauri Ylönen est né et a grandi à Helsinki en Finlande. Très jeune il est très attiré par la musique. Il apprend le piano sans réellement le vouloir à l'âge de cinq ans. Plus tard il apprend à jouer de la guitare et de la batterie. À l'âge de huit ans Lauri rencontre Eero Heinonen (bassiste de The Rasmus) et ils deviennent des amis très proches pendant leurs années d'école. Réellement doué pour la musique et incité par sa grande sœur Hannah, il se décide à se mettre au chant. Il apprécie suffisamment pour continuer.

## The Rasmus
Quand Lauri et Eero rentrent au lycée Suutarila au début des années 1990, ils rencontrent Pauli Rantasalmi et un peu plus tard Janne Heiskanen. Ylönen forme alors son groupe avec comme autres membres ses amis rencontrés auparavant : Eero Heinonen à la basse, Pauli Rantasalmi à la guitare et Janne Heiskanen à la batterie.
Les premiers noms de groupes furent Sputnik, puis Antilla et enfin Rasmus, avant qu'un autre groupe déjà nommé Rasmus ne se manifeste pour qu'ils changent leur nom. Ils se sont donc décidés pour The Rasmus.
Ils jouent leur premier concert juste avant les vacances d'hiver de 1994. Ils jouent un style musical qui varie entre un style rock et funk. Lauri devient le leader, le chanteur, le compositeur et l'auteur de ce groupe. Il abandonne les cours car le groupe lui prend trop de temps.
En 1998, après avoir déjà enregistré trois albums, Janne Heiskanen quitte le groupe et Aki Hakala, anciennement responsable de merchandising du groupe, devient le nouveau batteur de The Rasmus. La même année, le manager du groupe Teja Kotilainen quitte leur maison de disques, la Warner Music Finland, et signe avec Playground Music Scandinavia très peu de temps après.

## Dynasty
En 1999, Dynasty, une association, est fondée. Cette association est constituée de trois groupes finnois : The Rasmus, Killer et Kwan. La signification de Dynasty est en fait de montrer allégeance et amitié au sein des groupes et de leurs membres. Plusieurs membres sont tatoués ou portent le logo de Dynasty. Les groupes travaillent très souvent ensemble.

## Projet avec d'autres artistes
En 2004, Lauri enregistre la chanson d'Apocalyptica Bittersweet en duo avec Ville Valo (le chanteur du groupe HIM). Le morceau est disponible sur l'album éponyme d'Apocalyptica. Un clip vidéo a été tourné.
Un an plus tard, il enregistre une nouvelle chanson avec Apocalyptica, Life Burns.
Un single est sorti le 11 novembre 2009 en duo avec Anette Olzon. La chanson se nomme October and April.

## Succès
Après de nombreuses années de concert dans le monde, The Rasmus est devenu l'un des groupes les plus connus en Finlande, tout en étant connu dans toute l'Europe et le reste du monde.

## Carrière solo
Lauri a entamé une carrière solo en 2011. Son premier single est sorti le 28 février 2011 et s'intitule Heavy. Son premier album, New World est sorti en Finlande le 30 mars 2011.